# لقب

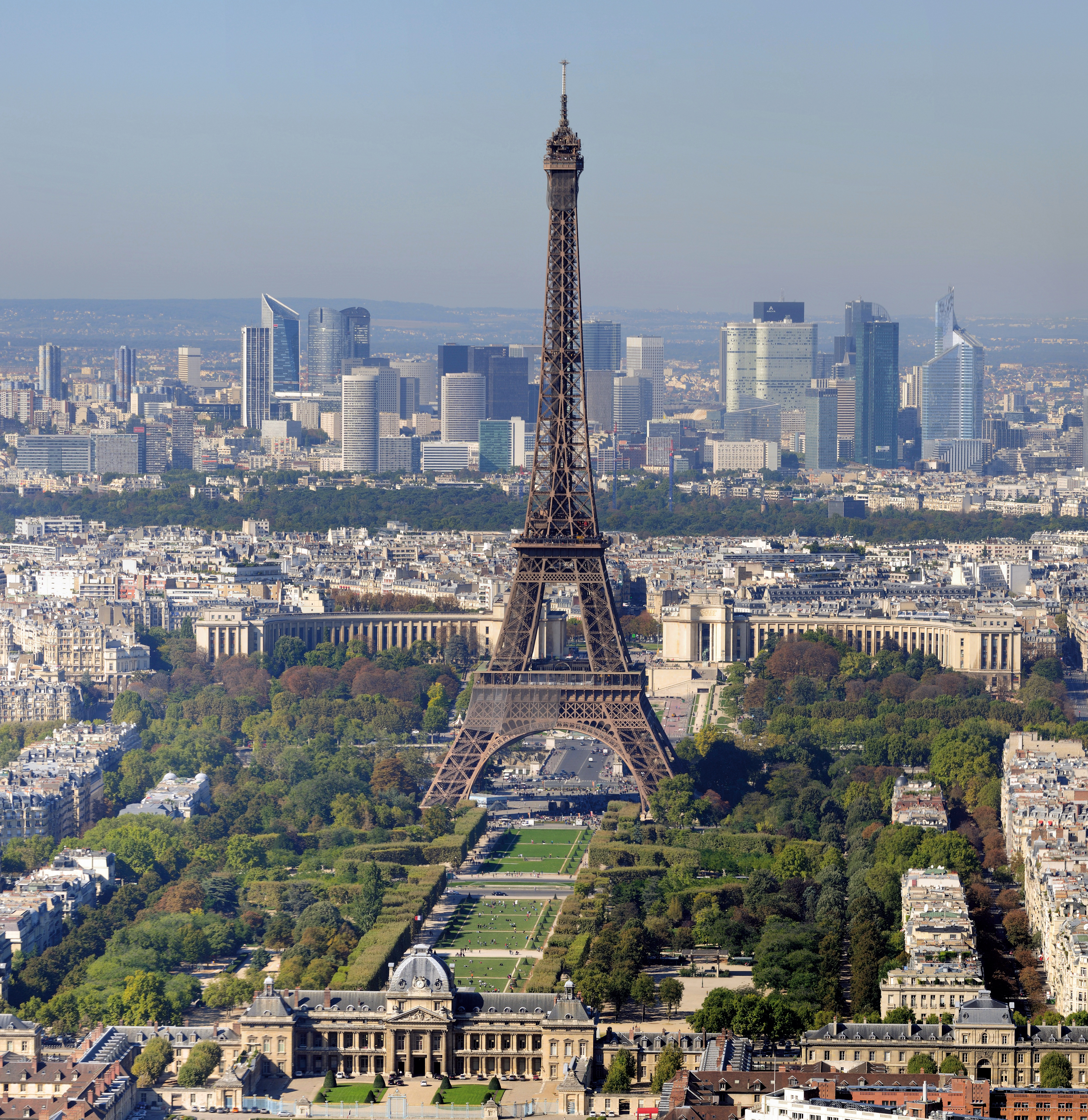
باريس عاصمة فرنسا لها العديد من الألقاب، من أبرزها "مدينة النور"

اللقب هو اسم يوضع بعد الاسم الأول، أو يُستبدل به الاسم، للتعريف أو التشريف أو التحقير أو لأسباب أخرى. وفي الإسلام؛ اللقب لأجل التحقير منهي عنه، فذكر في القرآن الكريم ﴿ولا تلمزوا أنفسكم ولا تنابزوا بالألقاب﴾ [الحجرات:11]. وقد يجعل لقب السوء علما من غير نبز، مثل الأخفش والجاحظ ونحو ذلك ألقاب. شاع استعمال الألقاب عند العرب سابقًا، فكان للعديد من الشخصيات لقبٌ اشتهروا به، فلُقِّبت فاطمة بالـ«زهراء» وفقًا لحديث النبي محمد: «وأمّا ابنتي فاطمة فإنّها سيّدة نساء العالمين من الأوّلين والآخرين ، وهي بضعة منّي وهي نور عيني ، وهي ثمرة فؤادي ، وهي روحي التي بين جنبيّ ، وهي الحوراء الإنسية ، متى قامت في محرابها بين يدي ربّها ( جلّ جلاله ) زهر نورها لملائكة السماوات ، كما يزهر نور الكواكب لأهل الأرض»، وسُمي حمزة بن عبد المطلب بـ«أسد الله» لشجاعته في القتال، وجعفر بن محمد بالـ«صادق» نسبة لحديث النبي محمد «إذا ولد ابني جعفر بن محمد بن علي بن الحسين بن علي بن أبي طالب فسموه الصادق، فإن الخامس من ولده الذي اسمه جعفر يدَّعي الإمامة اجتراءً على الله وكذباً عليه، فهو عند الله جعفر الكذاب المفتري».، كما لُقب بعضهم بعد وفاتهم، مثل جعفر بن أبي طالب الذي يُلقَّب بـ«ذو الجناحين» بعد أن قُطعت يداه في غزوة مؤتة، قال رسول الله «اسْتَغْفِرُوا لأَخِيكُمْ فَإِنَّهُ شَهِيدٌ، وَقَدْ دَخَلَ الْجَنَّةَ وَهُوَ يَطِيرُ فِي الْجَنَّةِ بِجَنَاحَيْنِ مِنْ يَاقُوتٍ حَيْثُ يَشَاءُ مِنَ الْجَنَّةِ». والحسين بن علي الذي يُلقب بـ«سيد الشهداء» بعد استشهادة في معركة كربلاء، ويقال عند العرب: «الجار أحق بصقبه والمرء أحق بلقبه».

## أسباب اتخاذ لقب
رأى الدكتور فؤاد صالح السيد وجود دوافع عديدة أدت إلى الألقاب واتّخاذها، وهي أسباب يمكن أن تنسحب على ألقاب الناس عامة، ومنها:
- طائفة لُقبوا اتباعاً لتقليد عُرف في عصرهم كالألقاب النابعة من مناصب دينية أو سياسية أو عسكرية، مثل: القاهر بالله، والمعتصم بالله، أو تاج الدولة، أو سيف الدولة.
- طائفة اقترنت ألقابهم بحادثة معينة في حياتهم وتركت أثراً جسدياً أو نفسياً فيهم، مثل: الأشتر، الجزّار، ذي النورين، المخلوع.
- طائفة لُقبوا بسبب عاهة جسدية أو عيب، مثل: الأخرس، الأعرج، الأشدق، الأحنف.
- طائفة لُقبوا واشتهروا بـ "الأذواء" على طريقة ملوك اليمن وأقيالها في الجاهلية، مثل: ذي الأعواد، وذي الثفنات، وذي الدولتين.
- طائفة نسبوا إلى أسماء أمهاتهم أو جداتهم أو ألقابهن، مثل: ابن أروى، ابن أم الحكيم، وابن حِنزابة.
- ألقاب لتعظيم حاملها، أو التكريم له، لمنزلة دينية أو علمية، أو سياسية، أو عسكرية، مثل: أمير البيان، وسلطان العلماء، عميد الأدب العربي.
- ألقاب تدل على الاستخفاف والسخرية والاستهزاء.
- ألقاب تدل على ميزة، أو صفة، أو نزعة في شخصية ا لسياسي الحاكم.
- ألقاب اتخذها بعض السياسيين في عصر النهضة في القرنين التاسع عشر والعشرين لتذييل مقالاتهم في الصحف والمجلات بها، مثل: حقوقي، نسر الجبل.[5]